# H.T. Fumiganza
Walter Umbach, connu sous le nom de plume H.T. Fumiganza (né en 1957 à Dudelange) est un journaliste et écrivain luxembourgeois de langue française.

## Œuvres

### Romans
H.T. Fumiganza est l'auteur de trois romans, tous parus en 2006 :
- Les Carnets de la détestation, L'Urbaine des Arts, 2006  (ISBN 2916006044)
- Les Œuvres probatiennes, L'Urbaine des Arts, 2006  (ISBN 2916006036)
- ... a Brumski ..., L'Urbaine des Arts 2006  (ISBN 2916006060)